# 331-ша піхотна дивізія (Третій Рейх)
331-ша піхотна дивізія (Третій Рейх) (нім. 331. Infanterie-Division) — піхотна дивізія Вермахту за часів Другої світової війни.

## Історія
331-ша піхотна дивізія сформована 15 грудня 1941 року на навчальному центрі «Кенігсбрюк» (нім. Truppenübungsplatz Königsbrück) у IV військовому окрузі під час 17-ї хвилі мобілізації вермахту.

## Райони бойових дій
- Австрія (грудень 1941 — лютий 1942);
- Східний фронт (центральний напрямок) (лютий 1942 — вересень 1943);
- Східний фронт (північний напрямок) (вересень 1943 — березень 1944);
- Німеччина (березень — квітень 1944);
- Франція (квітень — вересень 1944).

## Командування

### Командири
- генерал-лейтенант Фріц Генген (нім. Fritz Hengen) (15 — 30 грудня 1941);
- оберст, з 1 лютого 1942 генерал-майор, з 21 січня 1943 — генерал-лейтенант доктор права Франц Баєр (нім. Franz Beyer) (30 грудня 1941 — 21 лютого 1943);
- генерал-лейтенант Карл-Людвіг Райн (нім. Karl-Ludwig Rhein) (22 лютого 1943 — 1 січня 1944).
- генерал-майор Гайнц Фурбах (нім. Heinz Furbach) (1 січня — 25 квітня 1944);
- генерал-лейтенант Карл-Людвіг Райн (25 квітня — 1 серпня 1944);
- генерал-лейтенант Вальтер Штайнмюллер (нім. Walter Steinmüller) (1 серпня — 30 вересня 1944).

### Підпорядкованість
| Час        | Корпус     | Армія   | Група армій (округ)  | Штаб           |
| ---------- | ---------- | ------- | -------------------- | -------------- |
| 1941       |            |         |                      |                |
| 15 грудня  | —          | —       | —                    | Кенігсбрюк     |
| 1942       |            |         |                      |                |
| 1 січня    | —          | —       | IV військовий округ  | переміщення    |
| 20 березня | XXXX мк    | 4-та А  | Група армій «Центр»  | Юхнов          |
| 23 травня  | LVI тк     | 4-та А  | Група армій «Центр»  | Юхнов          |
| 1943       |            |         |                      |                |
| січень     | —          | —       | Група армій «Центр»  | Юхнов          |
| лютий      | LIX ак     | 3-тя ТА | Група армій «Центр»  | Великі Луки    |
| березень   | XXXXIII ак | 3-тя ТА | Група армій «Центр»  | Великі Луки    |
| травень    | II ак      | 16-та А | Група армій «Північ» | Невель         |
| 1944       |            |         |                      |                |
| січень     | II ак      | 16-та А | Група армій «Північ» | Невель         |
| березень   | —          | —       | —                    | передислокація |
| квітень    | —          | 15-та А | Група армій «D»      | Кале           |
| серпень    | LXXIV ак   | 5-та ТА | Група армій «B»      | Нормандія      |
| вересень   | LXVII ак   | 15-та А | Група армій «B»      | Нідерланди     |

### Склад
| Грудень 1941                           | Червень 1942                                | Квітень 1943                       | Травень 1944                       |
| -------------------------------------- | ------------------------------------------- | ---------------------------------- | ---------------------------------- |
| 557-й піхотний полк                    | 557-й піхотний полк                         | —                                  | 557-й гренадерський полк           |
| 558-й піхотний полк                    | 558-й піхотний полк                         | 558-й гренадерський полк           | 558-й гренадерський полк           |
| 559-й піхотний полк                    | 559-й піхотний полк                         | 559-й гренадерський полк           | 559-й гренадерський полк           |
| 331-й артилерійський полк              |                                             |                                    |                                    |
| —                                      | 331-й розвідувально-протитанковий батальйон | —                                  | —                                  |
| —                                      | —                                           | 331-й протитанковий дивізіон       | 331-й протитанковий дивізіон       |
| —                                      | —                                           | —                                  | 331-й фузілерний батальйон         |
| —                                      | —                                           | 331-й розвідувальний батальйон     | 331-й розвідувальний батальйон     |
| 331-й інженерний батальйон             |                                             |                                    |                                    |
| 331-та рота зв'язку                    | 331-й дивізійний батальйон зв'язку          | 331-й дивізійний батальйон зв'язку | 331-й дивізійний батальйон зв'язку |
| Допоміжні частини 331-ї дивізії        |                                             |                                    |                                    |
| 331-ше дивізійне управління постачання |                                             |                                    |                                    |
| 331-ше адміністративне управління      |                                             |                                    |                                    |
| 331-ше санітарне управління            |                                             |                                    |                                    |
| 331-ша ветеринарна рота                |                                             |                                    |                                    |
| 331-й санітарно-транспортний взвод     |                                             |                                    |                                    |